# Selenaspidus magnospinus
Selenaspidus magnospinus är en insektsart som först beskrevs av Robert Newstead 1920.  Selenaspidus magnospinus ingår i släktet Selenaspidus och familjen pansarsköldlöss. Inga underarter finns listade i Catalogue of Life.